# Nespereira (Lousada)
Nespereira is een plaats (freguesia) in de Portugese gemeente Lousada en telt 1793 inwoners (2001).